# Langenhagen (Mecklenburg)
Langenhagen is een plaats en voormalige gemeente in de Duitse deelstaat Mecklenburg-Voor-Pommeren, en maakt deel uit van de gemeente Techentin in het district Ludwigslust-Parchim.